# Tomasz Lem
Tomasz Lem (ur. 14 marca 1968 w Krakowie) – polski tłumacz literatury anglojęzycznej. Syn Stanisława Lema.

## Życiorys
W latach 1983–1988 mieszkał z rodzicami w Wiedniu, gdzie ukończył American International School, a jego nauczycielem był m.in. Jonathan Carroll. Następnie studiował fizykę i matematykę na Uniwersytecie Wiedeńskim, studia ukończył na Uniwersytecie w Princeton w latach 90.
Syn Stanisława Lema i Barbary Lem z d. Leśniak. Ma córkę Annę, mieszka w Krakowie.
Autor książki Awantury na tle powszechnego ciążenia (Wydawnictwo Literackie 2009, biografia ojca). Współautor książki Boli tylko, gdy się śmieję... Listy i rozmowy (Wydawnictwo Literackie 2018, korespondencja Stanisława i Tomasza Lemów i Ewy Lipskiej).
Zajmuje się również spuścizną po ojcu.

## Tłumaczenia
Wybór tłumaczeń autorstwa Tomasza Lema
- James Lucas Ostheer: Niemiecka Armia Wschodnia 1941-1945, Wydawnictwo Arkadiusz Wingert, Wydawnictwo "Przedsięwzięcie Galicja" - Michał Zych 2008,
- P. J. Tracy Żywa przynęta, Świat Książki 2007,
- Diana Gabaldon Lord John i sprawa osobista, Świat Książki 2006,
- James Siegel W matni, Świat Książki 2006,
- Philip Kerr Ciemna materia: prywatne życie sir Isaaka Newtona, Świat Książki 2005,
- Jim Fusilli Dopóki milczysz, Świat Książki 2004,
- Iris Murdoch Sen Brunona, Wydawnictwo Literackie 2002,
- Erik Tarloff Człowiek, który napisał książkę, Wydawnictwo Literackie 2002,
- Wally Lamb Niepamiętnik Dolores Price, Wydawnictwo Literackie 2001,
- Nigel West Tajne operacje brytyjskiego wywiadu, Prószyński i S-ka 2001,
- David Maraniss Bill Clinton: najlepszy w klasie: biografia, Prószyński i S-ka 2000,
- Ken Alibek, Stephen Handelman Biohazard, Prószyński i S-ka 2000,
- Vivian Green Szaleństwo królów, Wydawnictwo Literackie 2000,
- Ben Weider, Sten Forshufvud Zabójstwo na Świętej Helenie: zagadka śmierci Napoleona rozwiązana, Wydawnictwo Amber 1998 (współaut. przekładu Monika Lem),
- John Conrad Czas zapamiętany: "Ojciec jest tutaj", Wydawnictwo Literackie 1997,
- Jim Crace Skalna kołyska, Amber 1997,
- Robert K. Massie Romanowowie: ostatni rozdział, Amber 1997 (współaut. przekładu Monika Lem),
- Jane Smiley Muu, Amber 1996,
- Eric Knight Lassie, wróć!, Krajowa Agencja Wydawnicza-B 1996,
- Jane Smiley Tysiąc akrów, Amber 1996,
- Arthur C. Clarke Rama II, Amber 1995,
- Arthur C. Clarke, Gentry Lee Ogród Ramy, Amber 1995,
- Arthur C. Clarke, Gentry Lee Tajemnica Ramy część pierwsza, Amber 1995,
- Ridley Pearson Twarde lądowanie, Amber 1994,